# Warren Johnston
Warren Thomas Johnston (* 23. Dezember 1935 in Ngāruawāhia) ist ein ehemaliger neuseeländischer Radrennfahrer.

## Sportliche Laufbahn
Johnston war Bahnradsportler und Teilnehmer der Olympischen Sommerspiele 1956 in Melbourne. Er bestritt dort mit seinem Bruder Richard Johnston das Tandemrennen. Im Sprint blieb er unplatziert.
Bei den Commonwealth Games 1958 und 1962 gewann er die Silbermedaille im Punktefahren. Im Sprint belegte er bei beiden Spielen den 4. Platz.